# Musical America

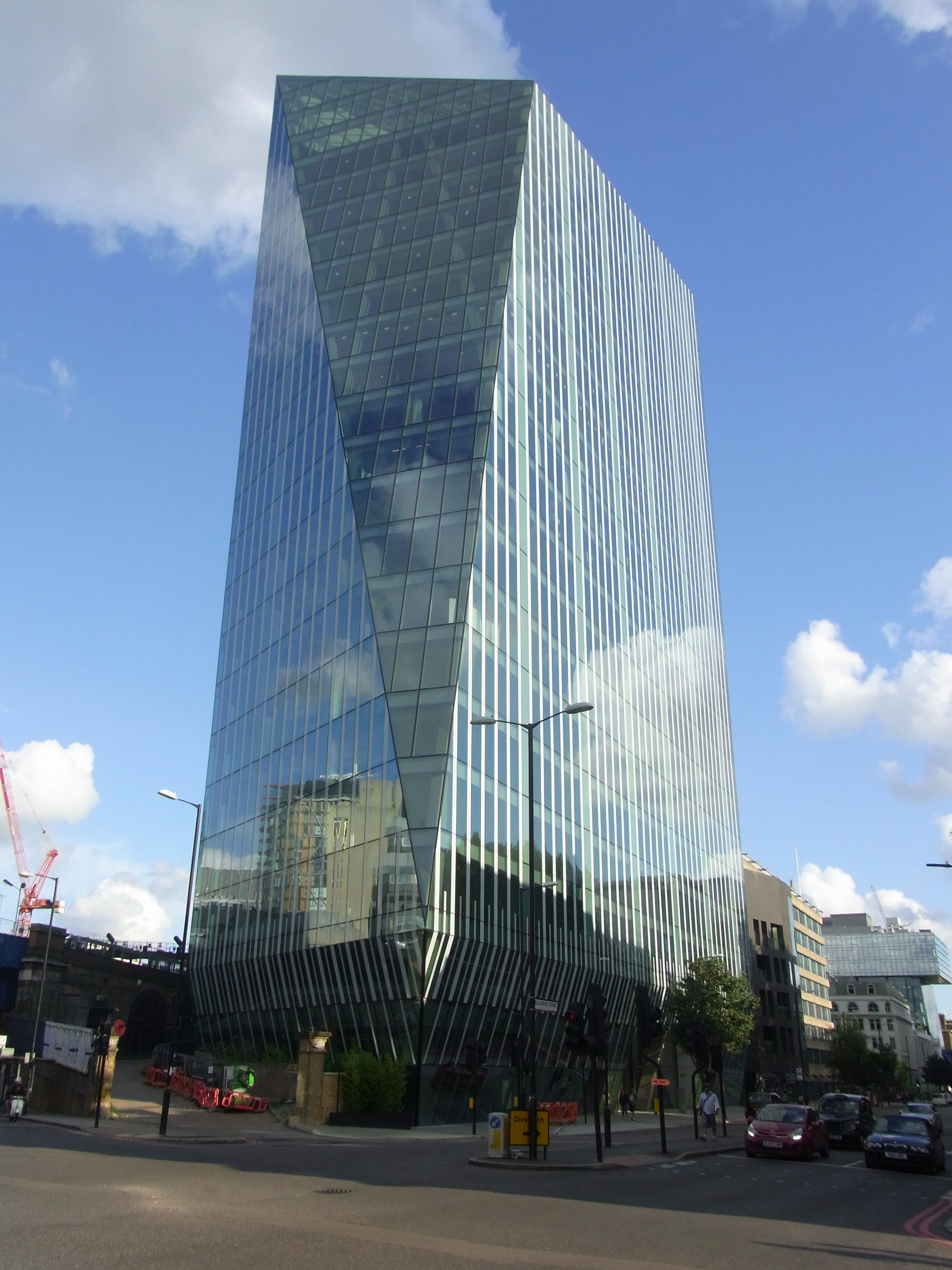
Sede di UBM a Blackfriars Street, Londra

Musical America è la più antica rivista americana sulla musica classica. Ora è un sito web (musicalamerica.com) con una rivista settimanale online. Attualmente è pubblicata da del Commonwealth Business Media, una divisione di UBM plc.

## Storia

### 1898–1964
Il primo numero di Musical America uscì l'8 ottobre 1898. Il suo fondatore fu John Christian Freund (1848-1924), che con Milton Weil, fondò anche la rivista The Music Trades nel 1893. Uscirono trentasei numeri fino al 24 giugno 1899, che coprivano la musica, il dramma e le arti. Nel 1899 la pubblicazione fu interrotta per sei anni a causa della mancanza di risorse finanziarie. Riapparve come un settimanale dal 18 novembre 1905 fino al 1929, concentrandosi esclusivamente sulla musica classica. Nel 1921 Musical America ha pubblicato la prima «Guida», che in seguito si è evoluta nella International Directory delle arti dello spettacolo, ora la Musical America Directory.
Dopo la morte di John Freund nel 1924, Milton Well, che era stato socio in affari di Freund, continuò la pubblicazione. Nel mese di giugno 1927 Musical America si consolidò con altre cinque pubblicazioni commerciali di primo piano per formare una nuova società denominata Trade Publications, Inc., guidata da Walter Howey e Verne Hardin Porter (1888-1942). Erano comprese la sua pubblicazione consorella, The Music Trades e The American Architect, The Barbers' Journal, Beauty Culture, e Perfumers' Journal. Shields & Company era la società di investimento bancario che gestì il consolidamento. Musical America in seguito ha iniziato a diversificarsi con articoli su jazz, danza, radio e le registrazioni.
Trade Publications, Inc. presentò istanza di fallimento nel 1929; e in una vendita fallimentare il 19 luglio 1929, John Majeski, ex assistente di Weil, acquistò quattro delle sei riviste per $ 45,200: (i) Musical America, (ii) The Music Trades, (iii) The Barbers' Journal e (iv) Beauty Culture.
Dopo circa 30 anni di relativa stabilità, con effetto dal 1º gennaio 1960 John Majeski si è ritirato ed ha venduto Musical America e The Music Trades a Music Publications, Ltd., una società di nuova formazione guidata dal due redattori di Musical America, Theodate Johnson (1907-2002) e Ronald Eyer. Johnson, sorella dell'architetto, Philip Johnson, ha continuato come direttore delle relazioni con gli artisti ed Eyer continuò come redattore capo.

### 1964-1992
Nel 1964 Music Publications Ltd. vendette la rivista e l'elenco annuale alla rivista High Fidelity, una filiale di Billboard Publications, i proprietari della rivista Billboard. High Fidelity incorporò la pubblicazione di nuova acquisizione come inserto aggiuntivo all'interno di alcune edizioni di High Fidelity, che furono inviate agli abbonati che avevano pagato un costo aggiuntivo. Durante questo tempo Musical America non era disponibile nelle copie di High Fidelity che erano vendute in edicola, ma solo in alcune copie solo in abbonamento. Questo accordo commerciale continuò dopo che High Fidelity fu venduta ad ABC Consumer Magazines nel 1974.
ABC ha continuato questo accordo di pubblicazione fino al 1986, quando ABC ha deciso che aveva bisogno di far rivivere Musical America come una pubblicazione mensile separata (che in seguito divenne bimestrale) per combattere contro la perdita di lettori causata dalla fondazione di una nuova pubblicazione di musica classica molto competitiva, da parte di James R. Oestreich, chiamata Opus. Oestreich era un ex editor di musica classica di High Fidelity che era stato licenziato nel 1983 perché aveva protestato contro i tagli nella copertura della musica classica in High Fidelity/Musical America. In segno di protesta per il licenziamento di Oestreich, diversi editor di musica classica famosi si dimisero in massa al fine di unirsi ad Oestreich nella sua nuova pubblicazione.
La reintroduzione del primo numero separato di Musical America nel 1987 fu utilizzata in maniera impropria da ABC poiché ABC non fornì le copie per la distribuzione in edicola in molte grandi città. Anche se la proprietà di Musical America in ABC non era molto impressionante, evitò ad High Fidelity il destino di essere venduto a Diamandis e rimase con ABC fino al 1991 quando fu venduto al media investor Gerry M. Ritterman. Durante la maggior parte di questo tempo Shirley Fleming fu il redattore della rivista dal 1967 al 1991.
Di fronte al calo delle vendite e all'aumento dei costi, Ritterman cercò di trasformare la rivista licenziando tutta la redazione e attuando misure di risparmio dei costi, ma senza successo. Pochi mesi più tardi annunciò che stava chiudendo la rivista con la pubblicazione del numero di gennaio/febbraio 1992 che era l'ultimo. Tuttavia Ritterman disse che aveva intenzione di continuare a pubblicare la lucrosa Guida annuale, una pubblicazione indipendente che aveva seguito la rivista nel suo viaggio attraverso diversi cambi di proprietà.

### 1992-attuale
Ritterman mantenne la Guida Annuale per altri due anni prima di venderla, insieme con tutta la divisione della Guida, nel 1994 a K-III Communications, più tardi rinominata Primedia.
Sotto Primedia, la Guida Annuale lanciò MusicalAmerica.com nel dicembre 1998. Esso pubblica 30 nuovi articoli alla settimana. Dal mese di aprile del 2004 ha anche una newsletter settimanale.
Primedia vendette Musical America come parte della sua divisione della guida alla Commonwealth Business Media Inc. nell'ottobre 2000. La Commonwealth Business Media a sua volta fu acquisita nel 2006 dalla United Business Media plc.

## Impatto diMusical Americasui compositori Americani
Freund e Weil erano esponenti della musica americana e utilizzarono Musical America per promuoverla. Dopo la morte di Freund, Weil assunse la direzione di Musical America come redattore. In data 11 dicembre 1925, Weil, a nome di Musical America, annunciò un premio di $ 3.000 per il miglior lavoro sinfonico, con una data di chiusura concorso, inizialmente 31 dicembre 1926, poi estesa al 1º aprile 1927. Il concorso era aperto ai cittadini americani, nativi o naturalizzati. Il concorso elevò il suo vincitore, Ernest Bloch, un americano di origine svizzera, sotto i riflettori internazionali e guadagnò fama internazionale per la musica americana ed i suoi compositori. L'opera di Bloch, America, an Epic Rhapsody, fu premiata allo stesso tempo il 20 dicembre 1928, in sei città americane: San Francisco, Ann Arbor, Providence, New York, Cincinnati, e Los Angeles. La composizione di Bloch fu selezionata con una votazione anonima di nove a due. I giudici erano direttori di cinque grandi orchestre: Walter Johannis Damrosch della Orchestra Sinfonica di New York, Serge Koussevitzky della Boston Symphony Orchestra, Leopold Stokowski della Orchestra di Filadelfia, Frederick Stock della Chicago Symphony Orchestra, e Alfred Hertz della San Francisco Symphony. Il 29 luglio, 1929, sette mesi dopo il successo spettacolare della prima, Musical America fu venduta in una vendita fallimentare a John Majeski.

## Editori
- 1898–1924: John Christian Freund (Milton Weil, asst editore)
- 1924–1927: Milton Weil[24]
- 1927–1929: Deems Taylor[24]

1929: Metronome Corporation acquisita da Musical America
- 1929–1936: Arthur Walter Kramer (1890–1969)
- 1936–1943: Oscar Thompson (1887–1945), editore esecutivo
- 1943–1947: Ronald F. Eyer
- 1947: John F. Majeski, Jr.
- 1948–1952: Cecil Michener Smith (1906–1956)
- 1952–1960: Ronald F. Eyer

Music Publications, Ltd.
- 1960–1962: Robert Sabin 1912–1969)
- 1962–1963: Everett Helm
- 1963–1964: Jay S. Harrison[25]

High Fidelity Magazine
- 1965–1967: Roland Gelatt

Sotto altri editori
- 1967–1991 Shirley Fleming

February 1991: Gerry M. Ritterman acquisisce Musical America da Capital Cities / ABC
- March 1991–January 1992: Charles I. Passy (nato 1964)

1998: lancio di MusicalAmerica.com
- 2012–2014: Susan Elliott

## Copertine degne di nota
- Alexander Kipnis — 10 marzo 1940